# Paradipus ctenodactylus
Paradipus ctenodactylus là một loài động vật có vú trong họ Dipodidae, bộ Gặm nhấm. Loài này được Vinogradov mô tả năm 1929. Chúng được được tìm thấy ở Kazakhstan, Turkmenistan, và Uzbekistan.